# Виржен-да-Лапа
Виржен-да-Лапа (порт. Virgem da Lapa)  —  муниципалитет в Бразилии, входит в штат Минас-Жерайс. Составная часть мезорегиона Жекитиньонья. Входит в экономико-статистический  микрорегион Арасуаи. Население составляет 13 485 человек на 2006 год. Занимает площадь 871,888 км². Плотность населения — 15,5 чел./км².

## История
Город основан 27 декабря 1948 года.

## Статистика
- Валовой внутренний продукт на 2003 год составляет 28 561 998,00 реалов (данные: Бразильский институт географии и статистики).
- Валовой внутренний продукт на душу населения на 2003 год составляет 2104,64 реалов (данные: Бразильский институт географии и статистики).
- Индекс развития человеческого потенциала на 2000 год составляет 0,664 (данные: Программа развития ООН).